# Mecanismo de escape

Esquema animado de un escape de áncora, ampliamente usado en relojes de péndulo

Un mecanismo de escape, o simplemente escape, es un acoplamiento mecánico utilizado en los relojes mecánicos, que da impulsos al elemento de cronometraje y libera periódicamente el reductor de velocidad, que a su vez hace avanzar las manecillas del reloj. La acción del impulso transfiere energía al elemento de cronometraje del reloj (normalmente, un péndulo o un volante regulador) para reemplazar la energía perdida debido a la fricción durante su ciclo y mantener activada la oscilación del elemento cronometrador. El escape es impulsado por la fuerza de un resorte en espiral o de un peso suspendido, que se transmite a través del tren de engranajes del reloj. Cada oscilación del péndulo o del volante libera un diente de la rueda de escape, lo que permite que el tren de engranajes del reloj avance o "escape" una cantidad fija. Este avance periódico regular hace avanzar las manecillas del reloj a un ritmo constante. Al mismo tiempo, el diente empuja al elemento de cronometraje, antes de que otro diente se enganche en la paleta del escape, devolviéndolo a su estado "bloqueado". La parada repentina del diente del escape es lo que genera el sonido característico de "tictac" que se escucha en los relojes mecánicos en funcionamiento.
El primer escape mecánico, el foliot (también llamado escape de corona), se inventó en la Edad Media (durante el siglo XIII) y fue la innovación crucial que llevó al desarrollo del reloj mecánico. El diseño del escape tiene un gran efecto en la precisión de un reloj, y su perfeccionamiento impulsó mejoras en la medición del tiempo durante la era del cronometraje mecánico, desde el siglo XIII hasta el siglo XIX.
Los escapes también se utilizan en otros mecanismos además de los relojes. Las máquinas de escribir manuales usaban escapes para hacer avanzar el carro a medida que se pulsaba cada tecla. Históricamente, se utilizó un escape hidráulico en un lavamanos (que se llenaba y vaciaba regularmente) en la antigua Grecia y durante el período helenístico, particularmente en el período helenístico de Egipto; mientras que los escapes hidráulicos se aplicaron en China a mecanismos de relojería a partir de la dinastía Tang, culminándose su desarrollo durante la dinastía Song.

## Historia
La importancia del escape en la historia de la tecnología es que fue la invención clave que hizo posible el reloj totalmente mecánico. La invención en la Europa del siglo XIII del primer escape totalmente mecánico, el foliot o escape de corona, inició un cambio en los métodos de cronometraje de procesos continuos, como el flujo de agua en los relojes de agua, a procesos repetitivos de oscilación como el balanceo de los péndulos, que tenían el potencial de ser más precisos. Los cronometradores oscilantes son los dispositivos de control de todos los relojes modernos.

### Escapes hidráulicos
El primer escape hidráulico fue descrito por el ingeniero griego Filón de Bizancio (siglo III a. C.) en su tratado técnico Neumática (capítulo 31) como parte de un lavamanos. Una cuchara con un contrapeso, alimentada por un tanque de agua, se volcaba en un recipiente cuando estaba llena, liberando una pieza esférica de piedra pómez en el proceso. Una vez que la cuchara se había vaciado, un contrapeso la volvía a levantar, cerrando la trampilla sobre la piedra pómez mediante una cuerda tensora. Sorprendentemente, el comentario de Filón de que "su construcción es similar a la de los relojes" indica que tales mecanismos de escape ya estaban integrados en los antiguos relojes de agua.
En la antigua China, durante la dinastía Tang, el monje budista Yi Xing junto con el funcionario del gobierno Liang Lingzan fabricaron un escape en 723 (o 725) para impulsar una esfera armilar con ruedas motrices accionadas por agua, que fue el primer escape de relojería del mundo. Durante el período de la dinastía Song (960-1279), los mecánicos Zhang Sixun (que vivió a finales del siglo X) y Su Song (1020-1101) aplicaron dispositivos de escape para sus torres de relojes astronómicos, antes de que esta tecnología se estancara y retrocediera. Según el historiador Derek John de Solla Price, el escape chino se extendió hacia el oeste y fue la fuente de la tecnología de escape occidental. Así mismo, para el historiador de la ciencia islámica Ahmad Y. Hassan, la descripción de un escape que utilizaba mercurio contenida en una obra en castellano escrita en 1277 para el rey Alfonso X el Sabio, se puede rastrear hasta fuentes árabes anteriores. El conocimiento de estos escapes de mercurio puede haberse difundido por Europa con las traducciones de textos árabes y españoles.
Sin embargo, ninguno de estos eran verdaderos escapes mecánicos, ya que todavía dependían del flujo de un líquido a través de un orificio para medir el tiempo. Por ejemplo, en el reloj de Su Song, el agua fluía hacia un recipiente situado sobre un pivote. La función del escape era volcar el recipiente cada vez que se llenaba, avanzando así las ruedas del reloj cada vez que se medía una cantidad igual de agua. El tiempo entre liberaciones dependía de la velocidad del flujo, como ocurre con todos los relojes que se valen del flujo de un líquido. Sin embargo, la velocidad del flujo de un líquido a través de un orificio varía con los cambios de temperatura y de viscosidad, y disminuye con la presión a medida que baja el nivel de líquido en el recipiente de origen. El desarrollo de los relojes mecánicos dependió de la invención de un escape que permitiera controlar el movimiento de un reloj mediante una masa oscilante.

### Escapes mecánicos
El primer escape mecánico, el foliot o escape de corona, se utilizó en un aparato para hacer sonar las campanas llamado alarum durante varios siglos antes de que se adaptara a los relojes. En la Europa del siglo XIV apareció como sistema cronometrador en los primeros relojes mecánicos, que eran grandes relojes situados en torres o campanarios. Algunas fuentes afirman que el arquitecto francés Villard de Honnecourt inventó el primer escape alrededor de 1237, debido a un dibujo en sus cuadernos de una cuerda para hacer girar una estatua de un ángel de manera que siguiera al sol, aunque la opinión mayoritaria es que este mecanismo no era un escape.) En cualquier caso, su origen y primer uso se desconocen, porque es difícil distinguir cuáles de estos primeros relojes de torre eran mecánicos y cuáles eran relojes de agua. Sin embargo, una evidencia indirecta, como el aumento repentino del número de relojes construidos y de su costo, apunta a finales del siglo XIII como la fecha más probable para el desarrollo del escape de reloj moderno. El astrónomo Robertus Anglicus escribió en 1271 que los relojeros estaban tratando de inventar un escape, pero aún no habían tenido éxito. Por otro lado, la mayoría de las fuentes coinciden en que los relojes con escape mecánico ya existían en 1300.
En realidad, la descripción más antigua de un escape, en el manuscrito de Richard de Wallingford de 1327 Tractatus Horologii Astronomici sobre el reloj que construyó en la Catedral de St Albans, no era un escape de corona, sino una variante llamada escape de tambor. Consistía en un par de ruedas de escape sobre un mismo eje, con dientes radiales alternados. La barra de maniobra estaba suspendida entre ellas, con un travesaño corto que giraba primero en un sentido y luego en el otro a medida que pasaban los dientes escalonados. Aunque no se conoce ningún otro ejemplo, es posible que éste fuera el primer diseño de escape para un reloj.
Sin embargo, el escape de corona se convirtió en el estándar utilizado en todos los demás relojes antiguos y siguió siendo el único escape utilizado durante 400 años. Su fricción y retroceso limitaban su rendimiento, pero la precisión de estos relojes estaba más condicionada por el volante regulador, que al carecer de un resorte regulador uniforme no tenían un "ritmo" natural, por lo que no tenía mucho sentido mejorar el escape.
El gran salto en precisión resultante de la invención del péndulo y del resorte regulador alrededor de 1657, que convirtió los elementos de cronometraje en osciladores armónicos, centró la atención en el efecto sobre la precisión del reloj del funcionamiento del escape, y otros escapes más precisos pronto reemplazaron al escape de corona. Los dos siglos siguientes, la edad de oro de la cronometría mecánica, vieron la invención de quizás 300 diseños de escape, aunque solo unos diez de ellos resistieron el paso del tiempo y llegaron a ser usados ampliamente. Estos se describen individualmente a continuación.
La invención del oscilador de cristal y el reloj de cuarzo en la década de 1920, que se convirtió en el reloj más preciso en la década de 1930, trasladó la investigación tecnológica en cronometraje a los métodos electrónicos, y el diseño de los escapes dejó de desempeñar un papel en el avance de la precisión del cronometraje.

## Fiabilidad
La fiabilidad de un escape depende de la calidad de la mano de obra dedicada a su fabricación y del nivel de mantenimiento que se le dé. Un escape mal construido o mal mantenido causará problemas. El escape debe convertir con precisión las oscilaciones del péndulo o del volante en rotación del reloj o del tren de engranajes del reloj, y debe entregar suficiente energía al péndulo o al volante para mantener su oscilación.
En muchos escapes, el desbloqueo del escape implica un movimiento deslizante; por ejemplo, en la animación que se muestra arriba, las paletas del áncora se deslizan contra los dientes de la rueda de escape mientras el péndulo oscila. Las paletas suelen estar hechas de materiales muy duros, como piedra pulida (por ejemplo, rubí artificial), pero aun así, normalmente requieren lubricación. Como el aceite lubricante se degrada con el tiempo debido a la evaporación, el polvo, la oxidación, etc., es necesario volver a lubricarlo periódicamente. Si no se hace esto, el reloj puede funcionar de manera poco fiable o detenerse por completo, y los componentes del escape pueden sufrir un desgaste rápido. La mayor fiabilidad de los relojes modernos se debe principalmente a los aceites de mayor calidad que se utilizan para la lubricación. La vida útil del lubricante puede ser superior a cinco años en un reloj de alta calidad.
Algunos escapes evitan la fricción por deslizamiento, como el escape saltamontes de John Harrison del siglo XVIII. Esto puede evitar la necesidad de lubricación en el escape (aunque no elimina la necesidad de lubricar otras partes del tren de engranajes).

## Precisión
La precisión de un reloj mecánico depende de la precisión del dispositivo de cronometraje. Si se trata de un péndulo, el período de oscilación del péndulo determina la precisión. Si la varilla del péndulo está hecha de metal, se expandirá y contraerá con el calor, alargando o acortando el péndulo, lo que altera el tiempo que tarda en oscilar. En los costosos relojes de péndulo se utilizan aleaciones especiales para minimizar esta distorsión. Los grados de arco en los que puede oscilar un péndulo varían; los relojes de péndulo de gran precisión tienen arcos muy pequeños para minimizar el error circular.
Los relojes de péndulo pueden lograr una precisión extraordinaria. Todavía en el siglo XX eran relojes de referencia en los laboratorios.
Los escapes también desempeñan un papel importante en la precisión. El punto preciso del recorrido del péndulo en el que se suministra el impulso afectará la precisión con la que oscilará el péndulo. Lo ideal es que el impulso se distribuya de manera uniforme a ambos lados del punto más bajo de la oscilación del péndulo. Esto se debe a que empujar un péndulo cuando se está moviendo hacia la mitad de la oscilación le hace ganar energía, mientras que empujarlo mientras se aleja de la mitad de la oscilación se la hace perder. Si el impulso se distribuye de manera uniforme, se le da energía sin cambiar el tiempo de su oscilación.
El periodo de un péndulo depende ligeramente del tamaño de la oscilación. Si la amplitud cambia de 4° a 3°, el período del péndulo disminuirá aproximadamente un 0,013 por ciento, lo que se traduce en una ganancia de aproximadamente 12 segundos por día. Esto se debe a que la fuerza de recuperación sobre el péndulo es circular y no lineal. Por lo tanto, el período del péndulo solo es aproximadamente lineal para ángulos pequeños. Con una trayectoria cicloidal se elimina el efecto de la variación de la amplitud sobre el período. Para minimizar el efecto de la variación de la amplitud, las oscilaciones del péndulo se mantienen lo más pequeñas posible.
Por regla general, sea cual sea el método de impulso, la acción del escape debe tener el menor efecto posible sobre el oscilador, ya sea un péndulo o el volante de un reloj. Este efecto, que todos los escapes tienen en mayor o menor grado, se conoce como error del escape.
Cualquier escape con fricción deslizante necesitará lubricación, pero a medida que ésta se deteriora, la fricción aumentará y, tal vez, no se transferirá suficiente potencia al mecanismo de sincronización. Si el dispositivo de cronometraje es un péndulo, las fuerzas de fricción aumentadas disminuirán el factor de calidad Q, aumentando la banda de resonancia y disminuyendo su precisión. Para los relojes accionados por resorte, la fuerza de impulso aplicada por el resorte cambia a medida que el resorte se desenrolla, siguiendo la ley de elasticidad de Hooke. Para los relojes accionados por gravedad, la fuerza de impulso también aumenta a medida que el peso impulsor cae y más cadena suspende el peso del tren de engranajes. En la práctica, sin embargo, este efecto solo se ve en grandes relojes públicos, y se puede evitar con una cadena de bucle cerrado.
Los relojes más pequeños no utilizan péndulos como dispositivo de cronometraje. En su lugar, utilizan un resorte regulador: un fino muelle espiral conectado a un volante regulador de metal que oscila (gira hacia adelante y hacia atrás). La mayoría de los relojes mecánicos modernos tienen una frecuencia de trabajo de 3-4 Hz (oscilaciones por segundo) o 6-8 pulsaciones por segundo (21.600-28.800 pulsaciones por hora; bph). En algunos relojes se utilizan velocidades más rápidas o más lentas (33.600 bph o 19.800 bph). La frecuencia de trabajo depende de la rigidez de la espiral (según la ley de elasticidad de Hooke). Para mantener la regularidad de la marcha del regulador, la rigidez no debe variar con la temperatura. En consecuencia, en los muelles espirales se utilizan aleaciones sofisticadas, y en este ámbito la relojería sigue avanzando. Al igual que con el péndulo, el escape debe proporcionar un pequeño impulso en cada ciclo para mantener la rueda del volante oscilando. Además, se da el mismo problema de lubricación con el paso del tiempo: el reloj perderá precisión (normalmente se acelerará) cuando la lubricación del escape comience a fallar.
Los relojes de bolsillo fueron los predecesores de los relojes de pulsera modernos. Al guardarse en un bolsillo, solían estar en orientación vertical. La gravedad provoca cierta pérdida de precisión, ya que magnifica con el tiempo cualquier falta de simetría en el peso del volante. El tourbillon fue inventado para minimizar este problema: el volante y el resorte se colocan en una jaula que gira (normalmente, pero no necesariamente, una vez por minuto), suavizando las distorsiones gravitacionales. Este ingenioso y sofisticado mecanismo de relojería es una complicación apreciada en los relojes de pulsera, aunque el movimiento natural del usuario tiende a suavizar las influencias gravitacionales de todos modos.
El reloj mecánico más preciso producido comercialmente fue el reloj de péndulo libre sincrónico Shortt, un dispositivo electromecánico inventado por W. H. Shortt en 1921, que tenía una incertidumbre de aproximadamente 1 segundo por año. El reloj mecánico más preciso hasta la fecha es probablemente el Reloj Littlemore, un dispositivo electromecánico construido por el famoso arqueólogo E. T. Hall en la década de 1990. En el artículo publicado por el propio Hall se informa de una incertidumbre de 3 partes en 109 medidas durante 100 días (una incertidumbre de aproximadamente 0,02 segundos durante ese período). Ambos relojes son electromecánicos: utilizan un péndulo como elemento de cronometraje, pero energía eléctrica en lugar de un tren de engranajes mecánicos para suministrar energía al péndulo.

## Escapes mecánicos
Desde 1658, cuando la introducción del péndulo y del resorte regulador hizo posible la fabricación de relojes precisos, se ha estimado que se han ideado más de trescientos escapes mecánicos diferentes. En el siglo XX, los métodos de cronometraje eléctricos reemplazaron a los relojes mecánicos, por lo que el diseño de escapes se convirtió en una actividad limitada al campo de los relojes mecánicos de altísima gama, actividad reservada a un puñado de pequeños talleres en los que se sigue manteniendo la tradición de la excelencia relojera y la ambición por producir de forma prácticamente artesanal máquinas cada vez más sofisticadas. Los escapes que figuran descritos a continuación son una muestra de tipologías relevantes en la historia del desarrollo de este mecanismo.

### Escape de corona

Animación de un escape de corona

El escape mecánico más antiguo, originario del siglo XIII, fue el foliot, también conocido como escape de rueda de corona. Se utilizó en los primeros relojes mecánicos y originalmente estaba controlado por una foliot, una barra horizontal con pesas en cada extremo. El escape consiste en una rueda de escape con forma similar a una corona, con dientes puntiagudos que sobresalen axialmente del costado, orientados horizontalmente. Delante de la rueda de la corona hay un eje vertical, unido al foliot en la parte superior, que lleva dos placas de metal (paletas) que sobresalen como banderas de un asta, orientadas aproximadamente noventa grados entre sí, de modo que solo una engrana los dientes de la rueda de la corona a la vez. A medida que la rueda gira, un diente empuja contra la paleta superior, haciendo girar el eje y al foliot. A medida que el diente empuja más allá de la paleta superior, la paleta inferior oscila en la trayectoria de los dientes del otro lado de la rueda. Un diente se engancha en la paleta inferior, haciendo girar el eje en sentido contrario y el ciclo se repite. Una desventaja del escape era que cada vez que un diente aterrizaba en una paleta, el impulso del foliot empujaba la rueda de la corona hacia atrás una corta distancia antes de que la fuerza de la rueda invirtiera el movimiento. Este fenómeno se denomina "retroceso", y era una fuente de desgaste e inexactitud.
El mecanismo de escape de corona fue el único utilizado en los relojes durante 350 años. En los relojes con resorte, se necesitaba un caracol para equilibrar la fuerza del resorte motor, que se va reduciendo a medida que el muelle espiral se va destensando. También se utilizó durante unos 50 años en los primeros relojes de péndulo, que se habían inventado en 1656. En un reloj de péndulo, la corona y la vara estaban orientadas de manera horizontal y el péndulo se colgaba de la vara. Sin embargo, el foliot es el más impreciso de los mecanismos de escape comunes y, después de que se inventara el péndulo, se produjo un problema de precisión.
Aunque comenzó a ser reemplazado por escapes de otros tipos, no se abandonó del todo hasta finales del siglo XIX. En aquella época, la moda de los relojes delgados exigía que la rueda de escape fuera muy pequeña, lo que amplificaba los efectos del desgaste, y en el momento en que se le daba cuerda al reloj se encontraba que funcionaba muy rápido.

### Escape de oscilación cruzada
Joost Bürgi inventó el escape de oscilación cruzada en 1584, una variación del escape de corona que tenía dos foliots que giraban en direcciones opuestas. Según relatos contemporáneos, sus relojes lograron una precisión notable de un minuto por día, dos órdenes de magnitud mejor que otros relojes de la época. Sin embargo, esta mejora probablemente no se debió al escape en sí, sino más bien a una mejor mano de obra y a su invención del remontuar, un dispositivo que aislaba el escape de los cambios en la fuerza motriz. Sin un resorte de equilibrio, el movimiento cruzado no habría sido más isócrono que el escape de corona.

### Escape de Galileo
| Dibujo original de alrededor de 1637 del reloj de péndulo diseñado por Galileo, incorporando el escape |

El escape de Galileo es un diseño de escape de reloj, inventado alrededor de 1637 por el científico italiano Galileo Galilei (1564-1642). Galileo, que había estudiado en detalle las leyes físicas que determinaban el comportamiento de los péndulos, sabía de la regularidad de su movimiento, y tuvo la idea de aplicarlo como elemento regulador del movimiento de un reloj mecánico, plasmándose su invención en el primer diseño conocido de un reloj de péndulo. Como para entonces estaba ciego, le describió el dispositivo a su hijo ilegítimo Vincenzo Gamba, quien dibujó un boceto. El hijo comenzó a construir un prototipo, pero tanto él como Galileo murieron antes de que se completara.

### Escape de áncora

Animación de un escape de áncora

Inventado alrededor de 1657 por Robert Hooke, el escape de áncora (véase la animación de la izquierda) reemplazó rápidamente al escape de corona para convertirse en el dispositivo estándar utilizado en los relojes de péndulo hasta el siglo XIX. Su ventaja era que reducía los amplios ángulos de oscilación del péndulo a 3-6°, lo que hacía que el péndulo fuera casi isócrono, y además permitía el uso de péndulos más largos y de movimiento más lento, que consumían menos energía. El áncora es responsable de la forma alargada y estrecha de la mayoría de los relojes de péndulo y del desarrollo del reloj de abuelo, el primer reloj de áncora que se vendió comercialmente. Este reloj fue inventado alrededor de 1680 por William Clement, quien sostuvo una disputa sobre la invención del escape con Hooke. El escape de áncora aumentó la precisión de los relojes de péndulo hasta tal punto que se agregó a la esfera del reloj la manecilla de los minutos a fines del siglo XVII (antes de esto, los relojes solo tenían una manecilla de las horas).

El áncora consiste en una rueda de escape con dientes puntiagudos e inclinados hacia atrás y una pieza en forma de áncora pivotada sobre ella que se balancea de un lado a otro, vinculada al péndulo. El áncora tiene paletas inclinadas en los brazos que se enganchan alternativamente en los dientes de la rueda de escape, recibiendo impulsos. El funcionamiento es mecánicamente similar al del escape de corona, y tiene dos de sus desventajas: (1) el péndulo es empujado constantemente por un diente de la rueda de escape durante todo su ciclo, y nunca se le permite oscilar libremente, lo que altera su isocronismo, y (2) es un escape de retroceso, es decir, el áncora empuja la rueda de escape hacia atrás durante parte de su ciclo, lo que provoca un mayor desgaste en los engranajes del reloj e inexactitud. Estos problemas se eliminaron con el escape de retroceso bloqueado, que lentamente reemplazó al áncora en los relojes de precisión.

### Escape de retroceso bloqueado

Escape de retroceso bloqueado, mostrnado: (a) rueda de escape (b) paletas (c) varilla del péndulo

El escape Graham o de retroceso bloqueado (deadbeat scapement en inglés) fue una mejora del escape de áncora, fabricado por primera vez en 1675 por Thomas Tompion a partir de un diseño de Richard Towneley, aunque a menudo su invención se le atribuye al sucesor de Tompion, George Graham, quien lo popularizó en 1715. En el escape de áncora, la oscilación del péndulo empuja la rueda de escape hacia atrás durante parte de su ciclo. Este "retroceso" altera el movimiento del péndulo, lo que provoca imprecisiones, e invierte en cada oscilación la dirección del tren de engranajes, lo que introduce altas cargas en el sistema, lo que genera fricción y desgaste. La principal ventaja del escape de retroceso bloqueado es que elimina el mencionado movimiento de retroceso.
En el mecanismo de retroceso bloqueado, las paletas tienen una segunda cara de bloqueo curvada, concéntrica respecto del pivote sobre el que gira el áncora. Durante los extremos del movimiento del péndulo, el diente de la rueda de escape se apoya contra esta cara de bloqueo, sin proporcionar impulso al péndulo, lo que evita el retroceso. Cerca del final del movimiento del péndulo, el diente se desliza desde la cara de bloqueo hacia la cara de impulso en ángulo, lo que le da un impulso al péndulo, antes de que la paleta suelte el diente. El mecanismo de retroceso bloqueado se utilizó por primera vez en relojes reguladores de precisión, y debido a su mayor precisión, acabó reemplazando al áncora en el siglo XIX. Se utiliza en casi todos los relojes de péndulo modernos, excepto en los relojes de torre, que a menudo utilizan escapes de gravedad.

### Escape de rueda de pasadores

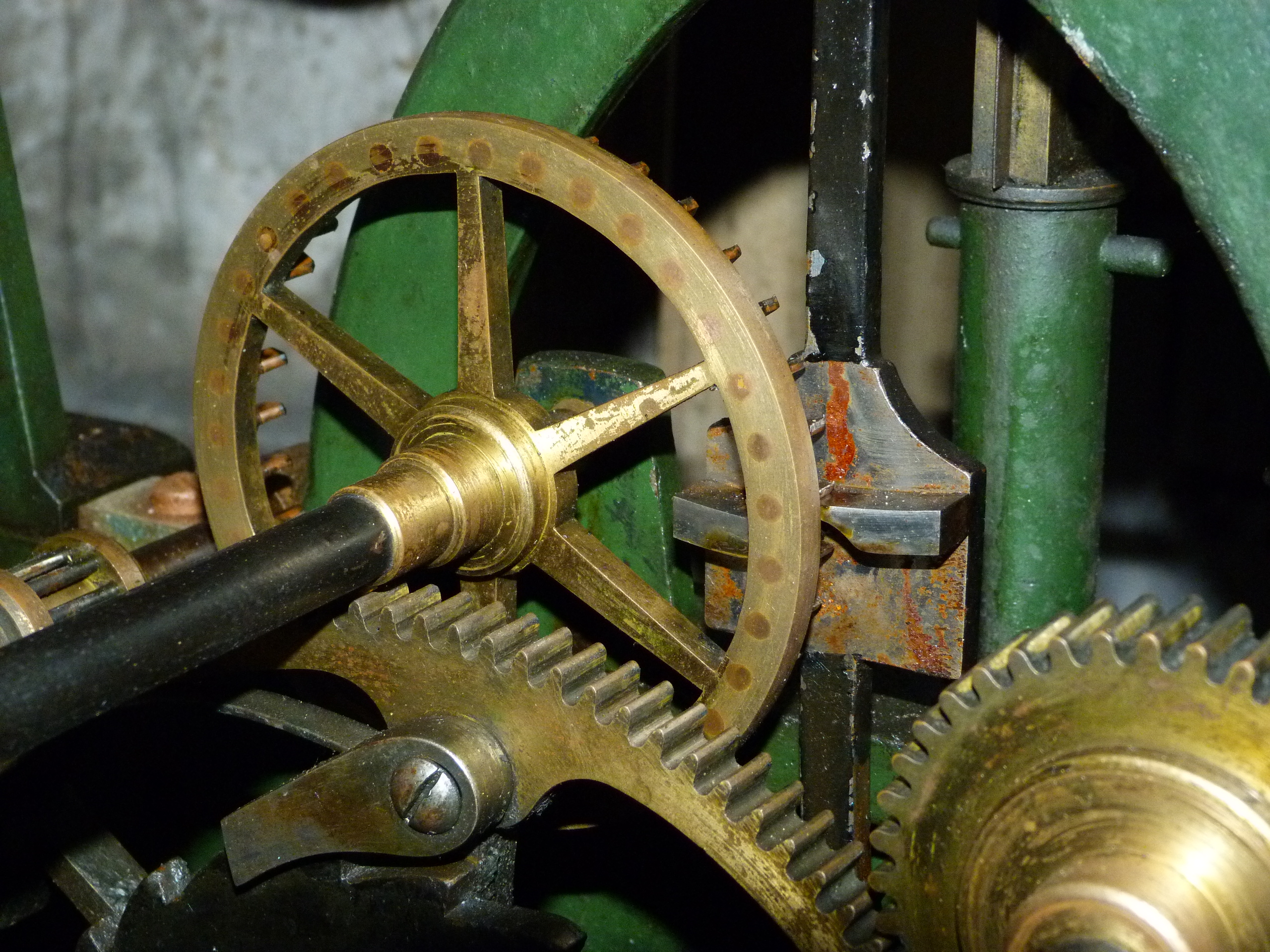
Escape de rueda de pasadores de la torre del reloj de South Mimms

Inventado alrededor de 1741 por Louis Amant, esta versión del mecanismo de escape de retroceso bloqueado se caracteriza por su gran resistencia al desgaste. En lugar de utilizar dientes, la rueda de escape tiene pasadores redondos que se detienen y se liberan mediante un áncora con una forma similar a la de unas tijeras. Este escape, que también se denomina escape Amant o (en Alemania) escape Mannhardt, se utiliza con bastante frecuencia en los relojes de torre.

### Escape de detención
El escape de detención o de cronómetro se utilizó en los cronómetro marinos, aunque algunos relojes de precisión durante los siglos XVII y XIX también lo utilizaron. Se consideró el más preciso de los escapes de volante antes de principios del siglo XX, cuando los cronómetros con escape de palanca comenzaron a superarlos. La forma inicial fue inventada por Pierre Le Roy en 1748, quien creó un tipo de escape de detención pivotado, aunque en la práctica no era eficiente. El primer diseño práctico de escape de detención fue inventado por John Arnold alrededor de 1775, pero con detención pivotada. Este escape fue modificado por Thomas Earnshaw en 1780 y patentado por Wright (para quien trabajaba) en 1783. Sin embargo, como se muestra en la patente, no era viable. Arnold también diseñó un escape con resorte de retención, pero, con un diseño mejorado, la versión de Earnshaw finalmente prevaleció, ya que la idea básica sufrió varias modificaciones menores durante la última década del siglo XVIII. La forma final apareció alrededor de 1800, y este diseño se utilizó hasta que los cronómetros mecánicos se volvieron obsoletos en la década de 1970.
El resorte de detención es un escape separado. Permite que el volante oscile sin perturbaciones durante la mayor parte de su ciclo, excepto en el breve período del impulso, que solo se da una vez por ciclo (cada dos oscilaciones). Debido a que el diente de la rueda de escape motriz se mueve casi en paralelo al áncora, el escape tiene poca fricción y no necesita lubricación. Por estas razones, entre otras, el resorte de retención se consideró el escape más preciso para los relojes con volante. John Arnold fue el primero en utilizar el escape de retén con un resorte regulador de bobina (patentado en 1782), y con esta mejora sus relojes fueron los primeros cronómetros de bolsillo verdaderamente precisos, con una precisión de 1 o 2 segundos por día. Comenzaron a producirse a partir de 1783.
Sin embargo, el escape tenía desventajas que limitaban su uso en relojes: era frágil y requería un mantenimiento especializado; no se ponía en marcha automáticamente, por lo que si el reloj se sacudía durante el uso y el volante se paraba, no se ponía en marcha de nuevo, y era más difícil de fabricar en serie. Por lo tanto, el escape de palanca con arranque automático se convirtió en el modelo dominante en los relojes.

### Escape de cilindro
El escape horizontal o de cilindro, inventado por Thomas Tompion en 1695 y perfeccionado por George Graham en 1726, fue uno de los escapes que reemplazó al escape de corona en los relojes de bolsillo después de 1700. Una de sus principales ventajas consistía en que era mucho más delgado que el escape de corona, lo que permitía fabricar relojes elegantemente delgados. Los relojeros descubrieron que sufría un desgaste excesivo, por lo que no se usó mucho durante el siglo XVIII, excepto en algunos relojes de alta gama con cilindros hechos de rubí. Los franceses resolvieron este problema haciendo el cilindro y la rueda de escape de acero endurecido, y el escape se usó en grandes cantidades en relojes de bolsillo y relojes pequeños franceses y suizos económicos desde mediados del siglo XIX hasta el siglo XX.
En lugar de paletas, el escape utiliza un cilindro recortado en el eje del volante, en el que los dientes del escape entran uno a uno. Cada diente en forma de cuña impulsa el volante mediante la presión en el borde del cilindro cuando entra, se mantiene dentro del cilindro mientras gira e impulsa el volante nuevamente cuando sale por el otro lado. El volante generalmente tenía 15 dientes y giraba en un ángulo de 20° a 40° en cada sentido. Es un escape en reposo por fricción, con los dientes en contacto con el cilindro durante todo el ciclo del volante, por lo que no era tan preciso como los escapes desprendidos como el de palanca, y las altas fuerzas de fricción causaban un desgaste excesivo y requerían una limpieza más frecuente.

### Escape dúplex

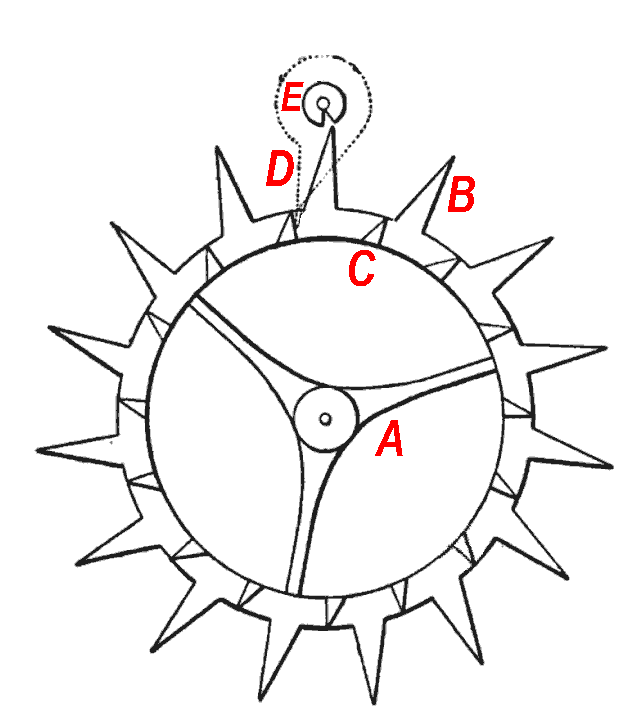
Escape dúplex, que muestra (A) rueda de escape, (B) diente de bloqueo, (C) diente de impulso, (D) paleta, (E) disco de rubí. La paleta y el disco están unidos al eje del volante, pero no se muestra la rueda

El escape dúplex fue inventado por Robert Hooke alrededor de 1700, mejorado por Jean Baptiste Dutertre y Pierre Le Roy, y diseñado en su forma final por Thomas Tyrer, quien lo patentó en 1782.
Las primeras formas tenían dos ruedas de escape. El escape dúplex era difícil de fabricar, pero alcanzaba una precisión mucho mayor que el escape de cilindro, y podía igualar la del (antiguo) escape de palanca y, cuando se fabricaba con cuidado, era casi tan bueno como un escape de detención.

Se utilizó en los relojes de bolsillo ingleses de calidad desde aproximadamente 1790 hasta 1860,

 y en el Waterbury, un reloj estadounidense barato para "todos los hombres", durante 1880-1898.

En el dúplex, como en el escape de detención, con el que tiene bastantes similitudes, el volante solo recibe un impulso durante una de las dos oscilaciones de su ciclo.

La rueda de escape tiene dos juegos de dientes (de ahí el nombre de dúplex); los dientes de bloqueo largos sobresalen del costado de la rueda y los dientes de impulso cortos sobresalen axialmente desde la parte superior. El ciclo comienza con un diente de bloqueo apoyado contra el disco de rubí. A medida que el volante oscila en sentido antihorario a través de su posición central, la muesca en el disco de rubí libera el diente. Cuando gira la rueda de escape, la paleta está en la posición correcta para recibir un empuje de un diente de impulso. Luego, el siguiente diente de bloqueo cae sobre el rodillo de rubí y permanece allí mientras el volante completa su ciclo y gira de nuevo en sentido horario, y el proceso se repite. Durante el giro en sentido horario, el diente de impulso cae momentáneamente en la muesca del rodillo de rubí nuevamente, pero no se libera.
El dúplex es técnicamente un escape de descanso por fricción. El diente que descansa contra el rodillo agrega algo de fricción al volante durante su oscilación pero esta fricción es muy reducida. Al igual que en el escape de detención, hay poca fricción deslizante durante el impulso, ya que la paleta y el diente de impulso se mueven casi en paralelo, por lo que se necesita poca lubricación.

Sin embargo, también quedó desbancado por el escape de palanca. Sus tolerancias ajustadas y su sensibilidad a los golpes hicieron que los relojes dúplex no fueran adecuados para personas activas. Al igual que el escape de detención, no se pone en marcha automáticamente y es vulnerable a los ajustes: si una sacudida repentina detiene el volante durante su oscilación en sentido horario, no puede volver a ponerse en marcha.

### Escape de palanca

Escape de palanca en línea o suizo

Animación del escape de palanca que muestra solo el movimiento de la palanca

El escape de palanca, inventado por Thomas Mudge en 1750, se ha utilizado en la gran mayoría de los relojes desde el siglo XIX. Sus principales ventajas son dos: (1) es un escape desprendido (a diferencia de los escapes de cilindro o dúplex), es decir, el volante solo está en contacto con el áncora durante el breve período de impulso cuando oscila a través de su posición central y oscila libremente el resto de su ciclo, lo que aumenta la precisión, y (2) es un escape de arranque automático, por lo que si se sacude el reloj de modo que el volante se detenga, se pondrá en marcha automáticamente de nuevo.
La forma original era el escape de áncora de cremallera, en el que el áncora y el volante siempre estaban en contacto a través de una cremallera. Posteriormente, se descubrió que se podían quitar todos los dientes de los engranajes excepto uno, y esto creó el escape de palanca separada. Los relojeros británicos utilizaron la palanca separada inglesa, en la que la palanca estaba en ángulo recto con el volante. Más tarde, los fabricantes suizos y estadounidenses utilizaron la palanca en línea, en la que la palanca está en línea entre el volante y la rueda de escape, originando la forma que se utiliza en los relojes modernos. En 1798, Louis Perron inventó una forma económica y menos precisa llamada escape de paletas de pasadores, que se utilizó en los económicos relojes de dólar a principios del siglo XX y todavía se utiliza en los despertadores baratos y en los temporizadores de cocina.

### Escape saltamontes
Un escape mecánico raro pero interesante es el escape saltamontes, inventado por John Harrison en 1722. En este escape, el péndulo es impulsado por dos brazos articulados (paletas). A medida que el péndulo oscila, el extremo de un brazo se engancha en la rueda de escape y la impulsa ligeramente hacia atrás. Esto libera el otro brazo, que se mueve para dejar pasar la rueda de escape. Cuando el péndulo vuelve a oscilar, el otro brazo atrapa la rueda, la empuja hacia atrás y libera el primer brazo, y así sucesivamente. El escape de saltamontes se ha utilizado en muy pocos relojes desde la época de Harrison, pero la mayoría de ellos todavía funcionan. En comparación con el resto de escapes, se desgasta muy poco y consume muy poca energía. Sin embargo, su principal defecto es que impulsa el péndulo durante todo su ciclo y nunca permite que oscile libremente, lo que provoca errores debido a las variaciones en la fuerza de accionamiento, de manera que los relojeros del siglo XIX lo consideraron poco competitivo frente a escapes como el de retroceso bloqueado. Sin embargo, con suficiente cuidado en la construcción es capaz de alcanzar una exactitud notable. Un reloj con escape saltamontes experimental moderno, el Burgess Clock B, registró un error de solo 5⁄8 de segundo durante 100 días de funcionamiento. Después de dos años de funcionamiento, el error solo alcanzó ±0,5 segundos (tras realizarse una corrección barométrica).

### Escape de gravedad

Escape de gravedad de tres patas doble

Un escape de gravedad utiliza un peso pequeño o un resorte débil para dar un impulso directamente al péndulo. La forma más antigua consistía en dos brazos que pivotaban muy cerca del resorte de suspensión del péndulo con un brazo a cada lado del propio péndulo. Cada brazo llevaba una pequeña paleta de carga muerta con un plano en ángulo que conducía a ella. Cuando el péndulo levantaba un brazo lo suficiente, su paleta liberaba la rueda de escape. Casi inmediatamente, otro diente de la rueda de escape comenzaba a deslizarse hacia arriba por la cara angular del otro brazo, levantando así el brazo. Llegaba a la paleta y se detenía. Mientras tanto, el otro brazo seguía en contacto con el péndulo y volvía a bajar hasta un punto más bajo del que había empezado. Esta bajada del brazo proporciona el impulso al péndulo. El diseño se desarrolló de manera constante desde mediados del siglo XVIII hasta mediados del siglo XIX. Con el tiempo se convirtió en el escape preferido para los relojes de torre, porque sus trenes de ruedas están sujetos a grandes variaciones en la fuerza de accionamiento causadas por las grandes manecillas exteriores, con sus cargas variables de viento, nieve y hielo. Dado que en un escape de gravedad, la fuerza de accionamiento del tren de ruedas no impulsa por sí misma el péndulo, sino que simplemente restablece los pesos que proporcionan el impulso, el escape no se ve afectado por las variaciones en la fuerza de accionamiento.
El escape de gravedad de tres patas doble que se muestra aquí es una forma de escape ideada por primera vez por un abogado llamado Bloxam y luego mejorada por Lord Grimthorpe. Es el estándar para numerosos relojes de torre de precisión.
En la animación que se muestra aquí, los dos brazos de gravedad están coloreados de azul y rojo. Las dos ruedas de escape de tres patas también están coloreadas de azul y rojo. Funcionan en dos planos paralelos, de modo que la rueda azul solo impacta el bloque de bloqueo en el brazo azul y la rueda roja solo impacta el brazo rojo. En un escape real, estos impactos dan lugar a "tictacs" audibles fuertes y estos se indican mediante la aparición de un asterisco (*) junto a los bloques de bloqueo. Los tres pasadores de elevación negros son clave para el funcionamiento del escape. Hacen que los brazos de gravedad contrapesados se eleven en una cantidad indicada por el par de líneas paralelas a cada lado del escape. Esta ganancia de energía potencial es la energía que se le da al péndulo en cada ciclo. Para el reloj del Trinity College de Cambridge, una masa de alrededor de 50 gramos se eleva a través de 3 mm cada 1,5 segundos, lo que equivale a 1 milivatio de potencia. La potencia motriz del peso que cae es de unos 12 milivatios, por lo que se utiliza un exceso sustancial de potencia para accionar el escape. Gran parte de esta energía se disipa en la aceleración y desaceleración de la mosca de fricción unida a las ruedas de escape.
El gran reloj de la Torre Elizabeth en Westminster, que da las horas del Big Ben de Londres, utiliza un escape de gravedad de tres patas doble.

### Escape coaxial
Inventado alrededor de 1974 y patentado en 1980 por el relojero británico George Daniels, el escape coaxial es uno de los pocos escapes de reloj nuevos adoptados comercialmente en los tiempos modernos.
Podría considerarse que tiene sus orígenes lejanos en el escape inventado por Robert Robin alrededor de 1792, que da un solo impulso en una dirección. Con el bloqueo accionado mediante paletas de palanca pasivas, el diseño del escape coaxial es más parecido al de otra variante del dispositivo de Robin, el escape Fasoldt, que fue inventado y patentado por el estadounidense Charles Fasoldt en 1859.
Tanto el escape Robin como el Fasoldt dan impulso en una sola dirección. El último escape tiene una palanca con caídas desiguales, y se acopla con dos ruedas de escape de diferentes diámetros. La rueda de impulso más pequeña actúa sobre la paleta única en el extremo de la palanca, mientras que las paletas de palanca puntiagudas se bloquean en la rueda más grande.
El volante se acopla con la palanca y es impulsado por ella a través de un pasador de rodillo y una horquilla de palanca. La paleta de anclaje de la palanca bloquea la rueda más grande y, al desbloquearse, una paleta en el extremo de la palanca recibe un impulso de la rueda más pequeña a través de la horquilla de la palanca. El recorrido de retorno deja el impulso muerto, y las paletas de anclaje sirven únicamente para bloquear y desbloquear, de modo que el impulso se da en un único sentido a través de la paleta de una única palanca. Al igual que en el escape dúplex, la rueda de bloqueo es más grande para reducir la presión y, por lo tanto, la fricción.
Sin embargo, el escape Daniels logra un doble impulso con paletas de palanca pasivas que sirven únicamente para bloquear y desbloquear la rueda más grande. Por un lado, el impulso se da por medio de la rueda más pequeña que actúa sobre la paleta de palanca a través de un sistema de rodillo y pasador de impulso. En el retorno, la palanca desbloquea de nuevo la rueda más grande, que da un impulso directamente a un rodillo de impulso en el eje del volante.
La principal ventaja es que esto permite que ambos impulsos se produzcan en o alrededor de la línea central, con fricción de desacoplamiento en ambas direcciones. Este modo de impulso es en teoría superior al escape de palanca, que tiene fricción de acoplamiento en la paleta de entrada, efecto que se reconoció durante mucho tiempo como una influencia perturbadora en el isocronismo del volante.
Cuando llegó la época en la que los relojes mecánicos ya no se compraban principalmente por su precisión, los fabricantes tuvieron poco interés en invertir en las herramientas necesarias, aunque finalmente la firma suiza Omega adoptó este escape en 1990.

### Otros escapes de relojes modernos

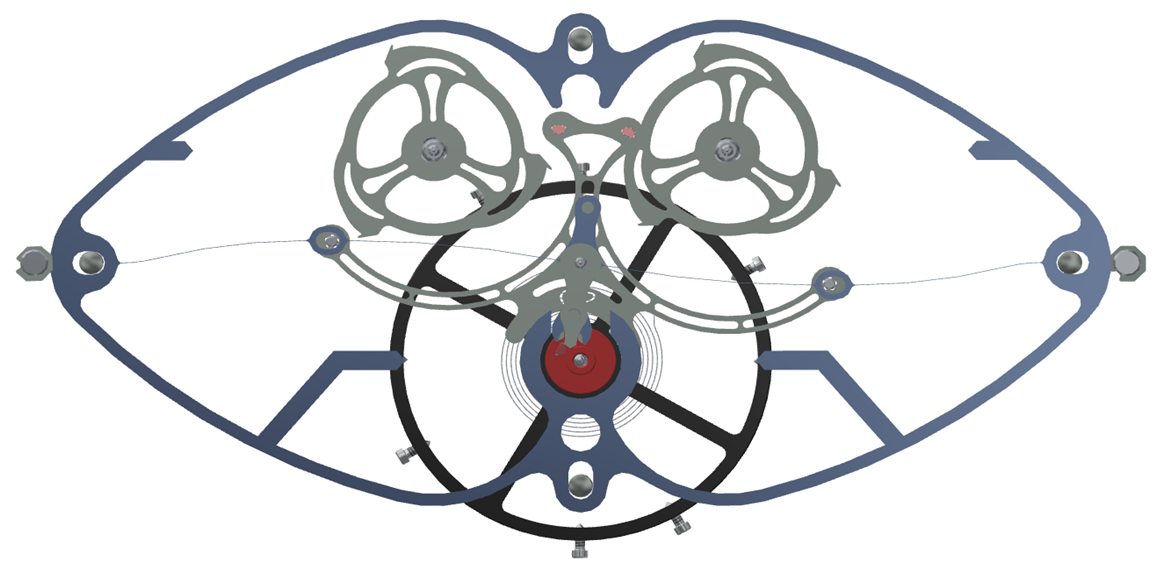
Ilustración del Escape Constante de Girard-Perregaux

Dado que la precisión que se puede lograr con un reloj de cuarzo de bajo costo es mucho mayor que la que cualquier reloj mecánico, los diseños de escape mejorados ya no están motivados por necesidades prácticas de cronometraje, sino como novedades en el mercado de relojes de alta gama. En un esfuerzo por atraer publicidad, en las últimas décadas algunos fabricantes de relojes mecánicos de lujo han introducido nuevos escapes. Ninguno de ellos ha sido adoptado por ningún relojero más allá de su creador original.
Basándose en las patentes presentadas inicialmente por Rolex en nombre del inventor Nicolas Déhon, el Escape Constante fue desarrollado por Girard-Perregaux en prototipos funcionales en 2008 (Nicolas Déhon era entonces jefe del departamento de I+D de Girard-Perregaux) y en relojes comerciales en 2013.
El componente clave de este escape es una hoja de silicio con hebilla que almacena energía elástica. Esta hoja se flexiona hasta un punto cercano a su estado inestable y se libera con un chasquido en cada oscilación del volante para darle un impulso, después de lo cual es amartillada nuevamente por el tren de ruedas. La ventaja que se alega es que, dado que la hoja imparte la misma cantidad de energía al volante en cada liberación, el volante está aislado de las variaciones en la fuerza del impulso debido al tren de ruedas y al resorte motor, que causan imprecisiones en los escapes convencionales.
Parmigiani Fleurier con su escape Genequand y Ulysse Nardin con su escape Ulysse Anchor han aprovechado las propiedades de los resortes planos de silicio. El relojero independiente, De Bethune, ha desarrollado un concepto en el que un imán hace vibrar un resonador a alta frecuencia, reemplazando al tradicional resorte regulador.

## Escapes electromecánicos
A fines del siglo XIX, se desarrollaron escapes electromecánicos para relojes de péndulo. En estos, un interruptor o fototubo suministraba energía a un electroimán durante una breve sección de la oscilación del péndulo. En algunos relojes, el pulso de electricidad que impulsaba el péndulo también impulsaba un émbolo para mover el tren de engranajes.

### Reloj Hipp
En 1843, Matthäus Hipp mencionó por primera vez un reloj puramente mecánico que funcionaba con un interruptor llamado "echappement à pallete". Una versión modificada de ese escape se ha utilizado desde la década de 1860 en el interior de los relojes de péndulo accionados eléctricamente, llamado palanca de hipp. Desde la década de 1870, en una versión mejorada, el péndulo accionaba una rueda dentada a través de un trinquete en la varilla del péndulo, y la rueda dentada accionaba el resto del tren de engranajes del reloj para indicar la hora. El péndulo no se impulsaba en cada oscilación o incluso en un intervalo de tiempo establecido. Solo se impulsaba cuando su arco de oscilación había decaído por debajo de un cierto nivel. Además del trinquete de conteo, el péndulo llevaba una pequeña paleta, conocida como palanca de Hipp, pivotada en la parte superior, que era completamente libre para oscilar. Estaba colocada de manera que se arrastrara a través de un bloque pulido triangular con una ranura en V en la parte superior. Cuando el arco de oscilación del péndulo era lo suficientemente grande, la paleta cruzaba la ranura y oscilaba libremente en el otro lado. Si el arco era demasiado pequeño, la paleta nunca se alejaba del lado más alejado de la ranura y, cuando el péndulo volvía a oscilar, empujaba el bloque con fuerza hacia abajo. El bloque llevaba un contacto que completaba el circuito hasta el electroimán que impulsaba el péndulo. El péndulo solo se impulsaba cuando era necesario.
Este tipo de reloj se utilizó ampliamente como reloj maestro en grandes edificios para controlar numerosos relojes secundarios. La mayoría de las centrales telefónicas utilizaban un reloj de este tipo para controlar eventos temporizados, como los necesarios para controlar la configuración y el cobro de llamadas telefónicas, emitiendo pulsos de duraciones variables, como cada segundo, seis segundos, etc.

### Interruptor de sincronismo
Diseñado en 1895 por Frank Hope-Jones, el interruptor de sincronismo y el escape de gravedad fueron la base de la mayoría de sus relojes en el siglo XX. También fue la base del péndulo esclavo en el reloj de péndulo libre Shortt-Synchronome. Un brazo de recolección unido al péndulo mueve una rueda de 15 dientes en una posición, con un trinquete que impide el movimiento en la dirección inversa. La rueda tiene una paleta unida que, una vez cada 30 segundos, libera el brazo de gravedad. Cuando el brazo de gravedad cae, empuja contra una paleta unida directamente al péndulo, lo que le da un impulso. Una vez que el brazo ha caído, hace un contacto eléctrico que activa un electroimán para restablecer el brazo de gravedad, que actúa como impulso de medio minuto para los relojes secundarios.

### Reloj de péndulo libre
En el siglo XX, el relojero inglés William Hamilton Shortt inventó un reloj de péndulo libre, patentado en septiembre de 1921 y fabricado por la empresa Synchronome, con una precisión de una centésima de segundo al día. En este sistema, el péndulo maestro de medición del tiempo, cuya varilla estaba hecha de una aleación especial de hierro con un 36 % de níquel llamada Invar, cuya longitud cambia muy poco con la temperatura, oscila lo más libre posible de influencias externas, sellado en una cámara de vacío y no realiza ningún trabajo. Está en contacto mecánico con su escape solo durante una fracción de segundo cada 30 segundos. Un péndulo esclavo secundario hace girar un trinquete, que activa un electroimán algo menos de cada treinta segundos. Este electroimán libera una palanca de gravedad sobre el escape por encima del péndulo maestro. Una fracción de segundo después (pero exactamente cada medio minuto), el movimiento del péndulo maestro libera la palanca de gravedad para que caiga más lejos. En el proceso, la palanca de gravedad da un pequeño impulso al péndulo maestro, lo que lo mantiene oscilando. La palanca de gravedad cae sobre un par de contactos, completando un ciclo en el que se hacen varias cosas:
1. Se da energía a un segundo electroimán para elevar la palanca de gravedad por encima del péndulo maestro hasta su posición superior.
2. Se envía un pulso para activar uno o más diales del reloj.
3. Se envía un pulso a un mecanismo de sincronización que mantiene el péndulo esclavo en sintonía con el péndulo maestro.

Dado que es el péndulo esclavo el que libera la palanca de gravedad, esta sincronización es vital para el funcionamiento del reloj. El mecanismo de sincronización utilizaba un pequeño resorte unido al eje del péndulo esclavo y una armadura electromagnética que atrapaba el resorte si el péndulo esclavo se retrasaba un poco, acortando así el período del péndulo esclavo en una oscilación. El péndulo esclavo se ajustó para que funcionara ligeramente más lento, de modo que en aproximadamente cada dos pulsos de sincronización el resorte fuera atrapado por la armadura.
Esta forma de reloj se convirtió en un estándar para su uso en observatorios (se fabricaron aproximadamente 100 relojes de este tipo) y fue el primer reloj capaz de detectar pequeñas variaciones en la velocidad de rotación de la Tierra.